# Live at the Citadel
Live at the Citadel is een livealbum van Robert John Godfrey and The Enid. In verband met zijn ziekte stapte Godfrey uit The Enid en zou het overlaten aan leider Joe Payne. Er trad verschil van mening op welke richting het met de band moest uitgaan, zodat ook weer Payne opstapte. Bij deze opnamen gemaakt op 21 oktober 2017 was Godfrey geen lid van de band en Payne was al vertrokken. Opnamen vonden plaats in The Citadel, Waterloo Street, St. Helens.

## Musici
- Robert John Godfrey, Zachary Bullock – toetsinstrumenten
- Jason Ducker – gitaar
- Max Read voormalig bassist bij The Enid nam het concert op.

## Muziek
| Nr. | Titel                                                    | Duur  |
| --- | -------------------------------------------------------- | ----- |
| 1.  | Mayday Galliard (Godfrey, Francis Lickerish, Tollet)     | 6:31  |
| 2.  | Ondine (Godfrey, Lickerish)                              | 3:41  |
| 3.  | When the world is full (Godfrey, Payne)                  | 5:34  |
| 4.  | Death the reaper (Godfrey, Lickerish, Stewart)           | 4:12  |
| 5.  | Mirror of love (Godfrey)                                 | 6:18  |
| 6.  | Cortege (Godfrey, Lickerish, Storey, Freee, Gilmour)     | 5:17  |
| 7.  | Humouresque (Godfrey, Lickerish, Storey, Freee, Gilmour) | 5:46  |
| 8.  | Spring (Godfrey, Stewart)                                | 6:43  |
| 9.  | Fand (Godfrey, Lickerish, Stewart)                       | 22:39 |
| 10. | Chaldean crossing (Godfrey, Stewart, Risdon)             | 10:04 |